# King’s Cross Station
King’s Cross Station – dworzec kolejowy w centralnym Londynie, w dzielnicy King’s Cross, położony na wschodnim krańcu ulicy Euston Road. Budynek dworca pochodzi z 1852 roku i jest zabytkiem klasy I. Znajduje się w nim 11 peronów. W 2005 roku stacja obsłużyła 49,137 mln pasażerów. W jego bezpośrednim sąsiedztwie znajduje się dworzec St Pancras International.
18 listopada 1987 doszło na tej stacji do tragicznego w skutkach pożaru, w wyniku którego zginęło 31 osób. 7 lipca 2005 roku na stacji metra pod dworcem stacji miał miejsce zamach bombowy – jeden z serii ataków na londyński system transportu.
Stacja jest obecnie eksploatowana przez czterech przewoźników, dla wszystkich pełni on rolę krańca ich tras. First Hull Trains jeździ stąd do Hull, zaś Grand Central Railway do Sunderlandu. East Coast oferuje szybkie połączenia do szeregu miast, m.in. Peterborough, Doncaster, Leeds, Yorku, Darlington, Durham, Newcastle, Edynburga, Glasgow, Dundee, Aberdeen i Inverness. Natomiast korzystając z usług First Capital Connect, można dostać się do północnego Londynu oraz hrabstw Cambridgeshire, Hertfordshire i Bedfordshire.

## W kulturze
Znana jest z serii powieści Harry Potter, w których mieści się na niej peron 9¾, dostępny jedynie dla czarodziejów. W rzeczywistości perony 9 i 10 są inaczej usytuowane i ich rolę w filmie grały perony 4 i 5, natomiast w filmie Harry Potter i Komnata Tajemnic pokazano neogotycką fasadę dworca St. Pancras. Jedna ze ścian zawiera tabliczkę informacyjną, że jest przejściem do czarodziejskiego peronu, oraz wmurowany do połowy wózek bagażowy, co ma sugerować, że komuś niezupełnie udał się czar.
King’s Cross jest jednym z czterech dworców kolejowych, obok Marylebone, Fenchurch Street i Liverpool Street, które pojawiają się na standardowej, brytyjskiej wersji planszy do gry Monopoly.